# Al-Tai FC
Câu lạc bộ bóng đá Al-Tai (tiếng Ả Rập: نادي الطائي, đã Latinh hoá: nādī aṭ-ṭāyyī, n.đ. 'Câu lạc bộ Tayy') là một câu lạc bộ bóng đá chuyên nghiệp có trụ sở tại Ha'il, Ả Rập Xê Út. Được thành lập năm 1961, đội hiện thi đấu tại Saudi Professional League, hạng đấu cao nhất của bóng đá Ả Rập Xê Út.

## Đội hình
Tính đến ngày 1 tháng 7 năm 2021:
| Số | Vị trí | Cầu thủ                | Quốc tịch      |
| -- | ------ | ---------------------- | -------------- |
| 1  | TM     | Victor Braga           | Brasil         |
| 3  | HV     | Abdulaziz Majrashi     | Ả Rập Xê Út    |
| 4  | HV     | Abdulkarim Al Sulaiman | Ả Rập Xê Út    |
| 5  | HV     | Adrián Martínez        | Venezuela      |
| 6  | TV     | Abdulaziz Al-Harabi    | Ả Rập Xê Út    |
| 8  | TV     | Dener                  | Brasil         |
| 9  | TĐ     | Guy Mbenza             | Cộng hòa Congo |
| 10 | TV     | Amir Sayoud            | Algérie        |
| 12 | HV     | Hussain Qassem         | Ả Rập Xê Út    |
| 13 | HV     | Salem Al-Toiawy        | Ả Rập Xê Út    |
| 15 | TV     | Abdulwahab Jaafer      | Ả Rập Xê Út    |
| 18 | TV     | Mohammed Al-Qunaian    | Ả Rập Xê Út    |
| 19 | HV     | Hassan Al-Jubairi      | Ả Rập Xê Út    |
| 20 | TĐ     | Adeeb Al-Haizan        | Ả Rập Xê Út    |
| 21 | HV     | Ibrahim Al Ali         | Ả Rập Xê Út    |
| 22 | TM     | Bader Al-Enezi         | Ả Rập Xê Út    |
| 23 | HV     | Nawaf Al-Qumairi       | Ả Rập Xê Út    |
| 26 | TV     | Jamal Bajandouh        | Ả Rập Xê Út    |
| 30 | TV     | Alfa Semedo            | Guiné-Bissau   |
| 31 | TV     | Abdullah Nahar         | Ả Rập Xê Út    |
| 32 | TĐ     | Fahad Al-Johani        | Ả Rập Xê Út    |
| 37 | TĐ     | Nawaf Jaber            | Ả Rập Xê Út    |
| 40 | HV     | Collins Fai            | Cameroon       |
| 44 | TM     | Moataz Al-Baqaawi      | Ả Rập Xê Út    |
| 45 | HV     | Abdulmohsen Fallatah   | Ả Rập Xê Út    |
| 55 | HV     | Yazan Al-Buhairan      | Ả Rập Xê Út    |
| 66 | HV     | Nawaf Al-Arifi         | Ả Rập Xê Út    |
| 75 | TV     | Mohammed Harzan        | Ả Rập Xê Út    |
| 77 | TV     | Murad Al-Enezi         | Ả Rập Xê Út    |
| 79 | TM     | Turki Al-Shammari      | Ả Rập Xê Út    |
| 80 | TV     | Abdullah Hajaj         | Ả Rập Xê Út    |
| 87 | HV     | Mohammed Marzouq       | Ả Rập Xê Út    |
| 93 | TV     | Hatem Al-Anzi          | Ả Rập Xê Út    |
| 99 | TĐ     | Hazaa Al-Hazaa         | Ả Rập Xê Út    |
| —  | HV     | Robert Bauer           | Đức            |
| —  | TV     | Talal Al-Jamieh        | Ả Rập Xê Út    |